# Matea Ferk
Matea Ferk, född 8 juni 1987 i Rijeka, Kroatien, SFR Jugoslavien, är en kroatisk alpin skidåkare.
Hon började åka skidor då hon var tre år och debuterade i den alpina världscupen den 27 november 2004 i Aspen. Hon deltog i de Olympiska vinterspelen 2006 i Turin men lyckades då inte avsluta sitt åk.